# Protocolo n.º 9 a la Convención Europea de Derechos Humanos
El Protocolo nº 9 a la Convención Europea de Derechos Humanos es un protocolo adicional a la citada Convención o Convenio, elaborado en el ámbito del Consejo de Europa y abierto a todos los Estados miembros del Consejo que hayan ratificado la Convención. Fue aprobado el 6 de noviembre de 1990 y entró en vigor el 1 de octubre de 1994, tras ser ratificado por diez de los Estados signatarios de la Convención. Se trata, por consiguiente, de un protocolo facultativo, y no de enmienda o modificación a la Convención.
El Protocolo n.º 9 modificó varios artículos de la Convención para permitir que personas físicas, organizaciones no gubernamentales o grupos de particulares pudieran elevar un determinado caso al Tribunal Europeo de Derechos Humanos una vez que la Comisión Europea de los Derechos Humanos hubiera dado por terminada su intervención. No obstante, una sección del Tribunal compuesta por tres jueces examinaría con carácter previo la demanda para determinar si tenía la suficiente entidad como para ser examinada en cuanto al fondo del asunto por una sala y, en caso contrario, rechazaría la tramitación.
El Protocolo es remarcable por haber introducido por primera vez, aunque con ciertos límites, la posibilidad de que personas distintas de la Comisión o los Estados signatarios pudieran elevar la demanda hasta el Tribunal. Aunque estuvo poco tiempo en vigor, marcó una tendencia que sería desarrollada con mayor profundidad por el Protocolo n.º 11.
El Protocolo n.º 9 llegó a ser ratificado por un total de 24 Estados, pero fue abrogado en 1998 por el Protocolo n.º 11, que efectuó una reforma en profundidad del Convenio para, entre otras cosas, suprimir la Comisión Europea de Derechos Humanos y permitir que personas, grupos de personas y organizaciones no gubernamentales presentaran directamente demandas ante el Tribunal.